# Takuya Kawaguchi
Takuya Kawaguchi (川口 卓哉 Kawaguchi Takuya?, nacido el 11 de octubre de 1978 en Hokkaido) es un exfutbolista japonés. Jugaba de defensa y su último club fue el Consadole Sapporo de Japón.

## Trayectoria

### Clubes
| Club              | País  | Año         |
| ----------------- | ----- | ----------- |
| Shonan Bellmare   | Japón | 1995 - 2001 |
| Tokyo Verdy       | Japón | 2002        |
| Consadole Sapporo | Japón | 2003        |